# Sven Brehmer (jurist)
Sven Ivan Brehmer, född 5 juli 1919 i Stockholm, död 20 februari 2007, var en svensk jurist som var lagman i Ludvika tingsrätt från 1971 till 1972.
Brehmer blev juris kandidat vid Stockholms högskola 1942 och genomförde tingstjänstgöring 1942–1945 innan han var fiskal vid hovrätten för Övre Norrland 1945–1948 och 1949–1952. Han var rådman i Umeå rådhusrätt 1948-1949, tingsdomare i Ångermanlands norra domsaga 1952-1960, häradshövding i Ångermanlands västra domsaga 1960–1969 och i Västerbergslags domsaga 1969–1970. Han var lagman i Ludvika tingsrätt 1971–1972 och därefter chefsrådman i Falu tingsrätt 1972–1985.
Brehmer var son till advokat Ivan Brehmer och han maka Anna, född Pettersson. Han var gift från 1946 med textilläraren Greta, född Dahlin 1920.